# Дар'ївка (станція)
Да́р'ївка — вантажно-пасажирська залізнична станція Луганської дирекції Донецької залізниці.
Розташована у селі Новодар'ївка, Ровеньківська міська рада, Луганській області на лінії Дебальцеве — Красна Могила між станціями Ровеньки (10 км) та Валянівський (5 км).

## Діяльність
На станції здійснюються прийом і видача вантажів, що допускаються до зберігання на відкритих майданчиках станцій, а також продаж пасажирських квитків, прийом і видача багажу.
Через військову агресію Росії на сході Україні транспортне сполучення припинене, водночас на середину листопада 2018 р. двічі на день курсує 2 пари електропоїздів сполученням Фащівка — Красна Могила, що підтверджує сайт Яндекс.